# Бронюс Кутавичюс
Бронюс Вайдутіс Кутавічюс (лит. Bronius Vaidutis Kutavičius; 13 вересня 1932, Молайняй, Паневежиський повіт, Литва — 29 вересня 2021, Вільнюс, Литва) — литовський композитор і педагог.

## Біографія
Учень Антанаса Рачюнаса. У 1969—1974 роках — викладач у Вільнюському педагогічному інституті. З 1975 року — викладач у Вільнюській школі мистецтв. З 1985 року працював у Литовській консерваторії. Писав музику до спектаклів та фільмів.
Вивчав новочасні західні композиторські техніки. Експериментував із етнографічними мелодіями та археологічним фольклором, піснями, танками та обрядами балтійських ятвягів. Народну музику та народні інструменти поєднував з новими музичними техніками. Визнаний майстер музичного колажу. 

## Твори
- Опера «Зелений птах Страздяліс» (1981, Каунас)
- Дитяча опера «Костяний старий на Залізній горі» (1983, Каунас)
- Опера «Ведмідь»
- Опера-балет «Вогонь і віра»
- Цикл з 4-х ораторій (1986):
  - «Пантеїстична»
  - «Останній язичницький обряд»
  - «З каменю ятвягів»
  - «Древо світове»
- Симфонія з чоловічим хором (1973)
- 2 струнних квартети
- Соната для 2-х органів «Ad potres» (1983)

## Нагороди
- 1982 — Заслужений діяч мистецтв Литовської РСР
- 1986 — Державна премія Литовської РСР
- 1999 — Литовська національна премія
- 2003 — Орден «За заслуги перед Литвою»

## Особисте життя
Був одружений з литовською шахісткою Вільгельміною Каушілайте.